# Michael Richards
Michael Anthony Richards (Culver City, 24 de julho de 1949) é um ator, produtor, roteirista, dublador e comediante norte-americano, amplamente conhecido por seu papel como Cosmo Kramer na série de comédia Seinfeld, pelo qual ganhou três vezes o Emmy do Primetime de melhor ator coadjuvante em série de comédia.

## Biografia

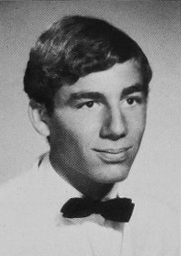
Richards nos tempos de colegial em 1967.

Michael Richards nasceu em Culver City, na Califórnia, em uma família católica. Ele é filho de Phyllis (cujo sobrenome de batismo é Nardozzi), uma bibliotecária de registros médicos, descendentes de italianos, e de William Richards, engenheiro elétrico de ascendência escocesa e inglesa. Seu pai morreu em um acidente de carro quando Michael tinha apenas dois anos de idade. Sua mãe nunca se casou novamente.
Richards se formou na Thousand Oaks High School. Ele foi convocado para o Exército dos Estados Unidos em 1970. Ele treinou para médico e se fixou na Alemanha Ocidental. Depois de ser liberado com honras, ele usou os benefícios do G.I. Bill (Ato de Reajustamento dos Militares de 1944) para se inscrever no California Institute of the Arts, e recebeu um BA em drama do The Evergreen State College em 1975. Ele também teve uma curta aula de improvisação com Ed Begley, Jr.. Durante este período, ele se matriculou no Los Angeles Valley College e continuou a aparecer em produções teatrais estudantis.

## Carreira

### Seinfeld

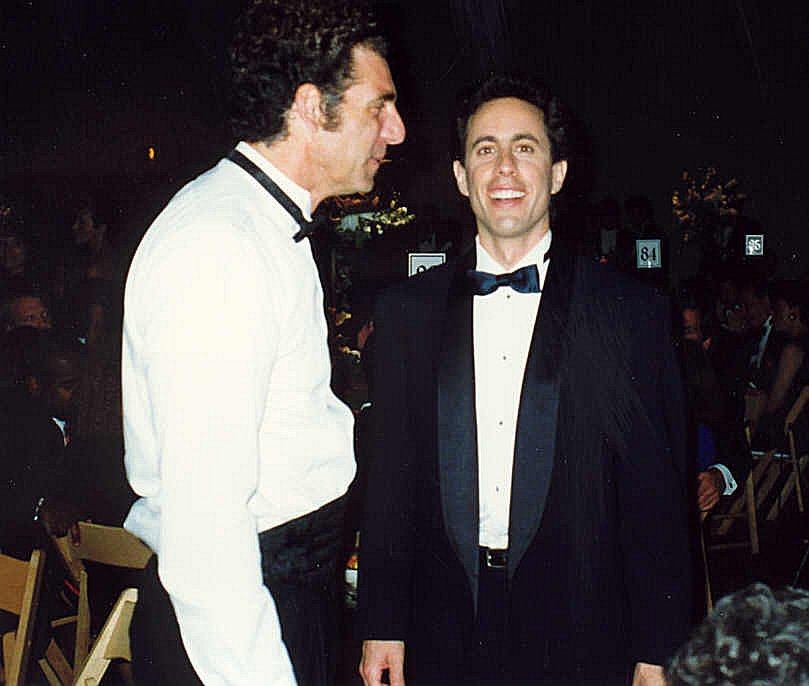
Richards e Jerry Seinfeld na 44ª Edição dos Primetime Emmy Awards em 1992

Em 1989, ele foi escalado para interpretar Cosmo Kramer na série de televisão da NBC,  Seinfeld, que foi criado pelo seu colega  Larry David e pelo comediante Jerry Seinfeld. Embora tenha começado lentamente, em meados da década de 90, o programa se tornou um dos sitcoms mais populares da história da televisão. A série terminou nove anos depois, em 1998. Na história de Seinfeld, Kramer é geralmente referido apenas pelo seu último nome e é o vizinho do protagonista homônimo do programa. O primeiro nome de Kramer, Cosmo, foi revelado em um episódio da sexta temporada.
Richards ganhou mais Emmys do que qualquer outro membro do elenco da série. Ele levou para casa o prêmio de Melhor Ator Coadjuvante em uma série de comédia em 1993, 1994 e 1997.
A partir de 2004, ele e seus colegas do elenco de Seinfeld forneceram entrevistas e comentários em áudio para os DVDs de série. Richards parou de fornecer comentários de áudio após o lançamento em DVD da quinta temporada, embora continuasse a fornecer entrevistas.

### Papéis no cinema
Participou do filme UHF em 1989, interpretando o zelador Stanley Spadowski. Em 1990, atuou no filme Problem Child como o vilão Martin Beck  ("O Assassino de Gravata Borboleta"). Também atuou em outros filmes como Young Doctors in Love (1982), Coneheads (1993) e Airheads (1994). Em 1997, estrelou o filme Trial and Error ao lado de Jeff Daniels, tendo este sido um de seus poucos papéis principais. Em 2007, dublou o personagem "Bud Ditchwater" na animação Bee Movie, cujo  personagem principal foi dublado por Jerry Seinfeld, seu amigo e colega de trabalho em Seinfield.

### The Michael Richards Show
Em 2000, após o fim de Seinfeld, Richards começou a trabalhar em uma nova série para a NBC, seu primeiro grande projeto desde Seinfeld. The Michael Richards Show, onde o ator também foi co-roteirista e co -produtor executivo, foi originalmente concebido como uma comédia de mistério estrelando Richards como um investigador particular. No entanto, depois que o primeiro episódio falhou com as audiências de teste, a NBC determinou que o programa fosse refeito em um sitcom mais convencional, baseada em escritório, antes de sua estreia. Após algumas semanas de avaliações ruins e críticas negativas, o programa foi cancelado.

### Questão legal
Em novembro de 2006, Michael se apresentava em um clube de comédia em Los Angeles, quando dois homens da plateia começaram a perturbá-lo, dizendo que ele não sabia contar piadas e que só era famoso por causa da série Seinfeld. Anteriormente, Richards não havia se controlado por uma simples conversa paralela durante o show e começou a insultá-los com palavras e expressões racistas. O caso abalou a imagem do ator, que apareceu poucos dias depois no programa The Late Show with David Letterman, em um espaço da apresentação de seu amigo Jerry Seinfeld, pedindo desculpas aos fãs. Michael Richards se encontrará com os dois homens para um possível acordo (leia-se indenização).

## Vida pessoal
Richards foi casado com Cathleen Lyons, uma terapeuta familiar, por 18 anos. Eles têm uma filha, Sophia (nascida em 1975). Richards e Lyons se separaram em 1992 e se divorciaram um ano depois. Em 2010, Richards casou-se com sua namorada de longa data, Beth Skipp. Eles estão juntos desde 2002 e têm um filho.